# Стилиян Йотов
Стилиян Йотов е български философ, доктор на философските науки, професор по история на философията в Софийския университет „Св. Климент Охридски“.

## Биография
Роден е на 23 май 1960 във Варна. През 1979 г. завършва Немската гимназия в родния си град. Дипломира се в Софийския университет през 1986 г. с дипломна работа на тема „Възвишеното като гранично понятие на естетическото.“ През 1986–1987 г. е учител по философия и етика в 7 ЕСПУ във Варна. През 1991-93 г. работи като стипендиант на ДААД с Юрген Хабермас в Гьотевия университет във Франкфурт на Майн.
През 1998 – 1999 г. е заместник директор на Центъра за германски изследвания „Collegium Germanicum“ към Софийския университет.
През 2000 г. става доктор по философия, а през 2004 година – доктор на философските науки с дисертация на тема „Равенство и егалитаризъм“.
През 2002-2003 г. е гост-професор в Европейския университет „Виадрина“ във Франкфурт на Одер.
Превежда от немски Хабермас, Адорно, Хоркхаймер.